# Acronicta columboides
Acronicta columboides är en fjärilsart som beskrevs av John G. Franclemont 1938. Acronicta columboides ingår i släktet Acronicta och familjen nattflyn. Inga underarter finns listade i Catalogue of Life.